# The Man in Him
The Man in Him è un cortometraggio muto del 1916 diretto da Gilbert M. 'Broncho Billy' Anderson.

## Produzione
Il film fu prodotto dalla Essanay Film Manufacturing Company. Venne girato a Niles. Gilbert M. 'Broncho Billy' Anderson, fondatore della casa di produzione Essanay (che aveva la sua sede a Chicago), aveva individuato nella cittadina californiana di Niles il luogo ideale per trasferirvi una sede distaccata della casa madre. Niles diventò, così, il set dei numerosi film girati da Anderson fino al 1916. The Man in Him fu l'ultimo film prodotto a Niles.

## Distribuzione
Distribuito dalla General Film Company, il film uscì nelle sale cinematografiche USA l'8 febbraio 1916.